# W ciemności
W ciemności – film wojenny z 2011 roku w reżyserii Agnieszki Holland, zrealizowany w polsko-niemiecko-kanadyjskiej koprodukcji na podstawie scenariusza Davida F. Shamoona i poświęcony tematyce Zagłady Żydów podczas II wojny światowej. Film jest adaptacją powieści In The Sewers of Lvov (W kanałach Lwowa) autorstwa Roberta Marshalla; oparto się również na wspomnieniach jednej z bohaterek filmu, Krystyny Chiger, opisanych w książce Dziewczynka w zielonym sweterku.
Film opowiada o wojennych losach rodziny Chigerów oraz kilkunastoosobowej grupy Żydów, ukrywających się przez czternaście miesięcy w lwowskich kanałach dzięki pomocy lwowskiego kanalarza Leopolda Sochy (Robert Więckiewicz). Socha początkowo żądał od Żydów zapłaty za pomoc, jednak kiedy po pewnym okresie nie mogli już mu niczym zapłacić, zdecydował się ich chronić dobrowolnie, z narażeniem życia. Osią fabularną filmu jest narastający konflikt interesów między Sochą a dawnym ukraińskim przyjacielem Bortnikiem (Michał Żurawski), w momencie rozpoczęcia akcji filmu członkiem Ukraińskiej Policji Pomocniczej oraz apologetą faszyzmu.
Holland, podjąwszy się realizacji W ciemności, nakłoniła aktorów do nauki różnych języków i gwar, aby odwzorować ulegającą stopniowemu zanikowi wielojęzyczność populacji Lwowa. Za zdjęcia do filmu odpowiadała Jolanta Dylewska. W ciemności odniósł sukces artystyczny, zbierając przeważnie pozytywne recenzje zarówno w Polsce, jak i za granicą. Z pochwałami spotkała się niejednoznaczna kreacja Sochy w wykonaniu Więckiewicza, a także sprawna realizacja filmu. Film Holland został nagrodzony trzema Orłami za zdjęcia Dylewskiej oraz role Więckiewicza i Kingi Preis (ekranowej żony Sochy), a także ośmioma statuetkami w konkursie głównym Festiwalu Polskich Filmów Fabularnych (w tym dla najlepszego filmu). W ciemności cieszył się również powodzeniem w Stanach Zjednoczonych, wchodząc do ścisłej czołówki filmów nominowanych do Oscara dla najlepszego filmu nieanglojęzycznego.

## Fabuła
W Polsce okupowanej przez nazistowskie Niemcy dwaj lwowscy kanalarze, Leopold Socha i Szczepek Wróblewski, parają się szabrownictwem. Po udanym napadzie na kwaterę zamieszkaną przez członka młodzieżowej Hitlerjugend oraz jego polską kochankę Socha i Szczepek uciekają przez las, gdzie stają się świadkami rozstrzelania Żydówek przez hitlerowców. Wróciwszy do swojego mieszkania, uprawia miłość ze swoją żoną Wandą. Tymczasem w getcie lwowskim trwają prześladowania Żydów, poniżanych przez niemieckich esesmanów oraz kolaborującą z nimi ukraińską policję; pod murami getta powszechne stają się nielegalny handel oraz prostytucja. Jednym z paserów parających się owym handlem jest Mundek Margulies.
Pewnego dnia, gdy Socha i Szczepek pracują w kanałach, dostrzegają grupę Żydów, którzy wykopali dziurę w kanałach celem przedostania się na aryjską stronę Lwowa. Jeden z nich, Ignacy Chiger, daje Sosze zegarek, mając nadzieję na pomoc ze strony kanalarzy. Leopold dla pewności wkracza do mieszkania, gdzie dostrzega żonę Ignacego, Paulinę, wraz z jej dziećmi. Socha mimo obaw ze strony Szczepka zgadza się pomóc w ukryciu rodziny Chigerów za pieniądze. Po naradzie Żydzi akceptują propozycję. Potem Socha i Szczepek spotykają się w karczmie z funkcjonariuszem Ukraińskiej Policji Pomocniczej, Bortnikiem, który głośno wychwala poczynania hitlerowców: „Niemcy to jest najlepsze, co się przydarzyło Ukrainie”. Gdy kanalarze wracają do swej roboty, słyszą nagle dźwięki wystrzałów; trwa likwidacja getta lwowskiego oraz masowe rozstrzeliwanie Żydów. Wówczas do kanałów ucieka Paulina Chiger wraz z mężem i dziećmi. Z tłumu Żydów w ciemność schodzą też między innymi Mundek, Klara Keller i jej mocno przeżywająca zejście w ciemność siostra Mania. Ewakuację współorganizują Socha, Szczepek, Mundek oraz porzucający żonę i dzieci (na rzecz swej kochanki Chai) Janek Grossman.
Wychodząc z kanałów, Socha zostaje zabrany przez Ukraińców współuczestniczących w rozstrzelaniu Żydów. Bortnik jednak puszcza go wolno. Zatajając przed Wandą fakt ukrywania Żydów, Socha bierze kąpiel i dyskutuje z żoną o słuszności prześladowania ludzi wyznania mojżeszowego. Wanda wówczas mimochodem stwierdza, że nawet Jezus był Żydem. Z czasem Socha orientuje się, że sklepikarka, u której kupuje on zwykle towary, wie o ukrywaniu przezeń Żydów. Zszedłszy do kanału i dostarczywszy Żydom żywności, Socha dowiaduje się, że Mania uciekła do getta. Po konsternacji Socha licytuje się z Żydami co do możliwości pomieszczenia ich wszystkich w podziemiach.
Niedługo potem Socha dostrzega przed swoim mieszkaniem Bortnika, który informuje go o donosie ze strony sklepikarki i prosi go o wskazanie miejsca przebywania Żydów. Kanalarz przejściowo usypia jego czujność. Jednak w trakcie kolacji w domu Sochów Szczepek mimochodem wspomina Wandzie o zegarku zdobytym od ukrywanych Żydów. Gdy Leopold potwierdza, że kryje uciekinierów, Wandę ogarnia panika. Bortnik coraz częściej wyraża zwątpienie w uczciwość tego, co mówi mu Socha. Tymczasem ukrywani Żydzi wdają się we wzajemne awantury, obawiając się o zamiary Sochy. Ostatecznie Leopold decyduje się nie pobierać więcej opłaty od ukrywających się Żydów. Jednak dowiedziawszy się, że Janek wraz z dwoma innymi mężczyznami uciekł z kanałów, rozważa zadenuncjowanie reszty Gestapo. Idąc nocą ulicą, wdaje się też w bójkę ze Szczepkiem, po czym obaj zrywają ze sobą współpracę.
Pewnego zimowego poranka Socha, dostrzegłszy esesmana mierzącego z karabinu do znajdującego się na powierzchni Mundka, podstępem wyrywa mu broń i zabija go z pomocą żydowskiego pasera. Dowiaduje się później od ukraińskiej handlarki, że za śmierć esesmana powieszono dziesięciu Polaków, wśród nich Szczepka. Niebawem nowy współpracownik Sochy, penetrując kanały, przypadkiem dostrzega ukrywających się Żydów i z przerażeniem ucieka z zamiarem donosu. Socha, widząc całe zajście, natychmiast przenosi ocaleńców w bezpieczniejsze miejsce, znajdujące się pod budynkiem kościelnym. Z trudem przez ciemny zakamarek przedostaje się ciężarna (w następstwie stosunku z Jankiem) Chaja. Rodzi ona dziecko, jednakże niebawem dusi je z obawy przed tym, że wierni w kościele mogą usłyszeć krzyk niemowlęcia. Wkrótce Mundek i Leopold odnajdują trupy Janka i jego współpracowników. Socha zgadza się przeprowadzić Mundka na aryjską stronę, by ten spróbował odnaleźć Manię w pobliskim obozie janowskim; chowa też po kryjomu martwe dziecko Chai. Po pewnym czasie Mundkowi udaje się odnaleźć osadzone w obozie Manię i Grossmanową, jednak te giną od kul strażników; Mundek wkrótce zostaje przeszmuglowany z powrotem do podziemnej kryjówki.
Pewnej wiosennej nocy, gdy córka Sochy uczestniczy w swej pierwszej Komunii świętej, rzęsisty deszcz zalewa kanały. Socha wyrusza ratować ukrywanych Żydów, za nim zaś – nabierający podejrzeń Bortnik. Leopold mu umyka, lecz kiedy napierająca nań woda nagle wypływa z kanałów, traci przytomność. Obudziwszy się, napotyka na zwłoki Bortnika, po czym wydostaje się na powierzchnię. Gdy Sowieci wkraczają do Lwowa, ocaleli Żydzi wychodzą z kanałów.
Film puentuje napis końcowy:
„Leopold Socha zginął 12 maja 1946 roku, ratując córeczkę spod kół rozpędzonej ciężarówki Armii Czerwonej. Na jego pogrzebie ktoś powiedział: «To kara boska za pomaganie Żydom». Jakbyśmy potrzebowali Boga, by karać się nawzajem”.

## Obsada

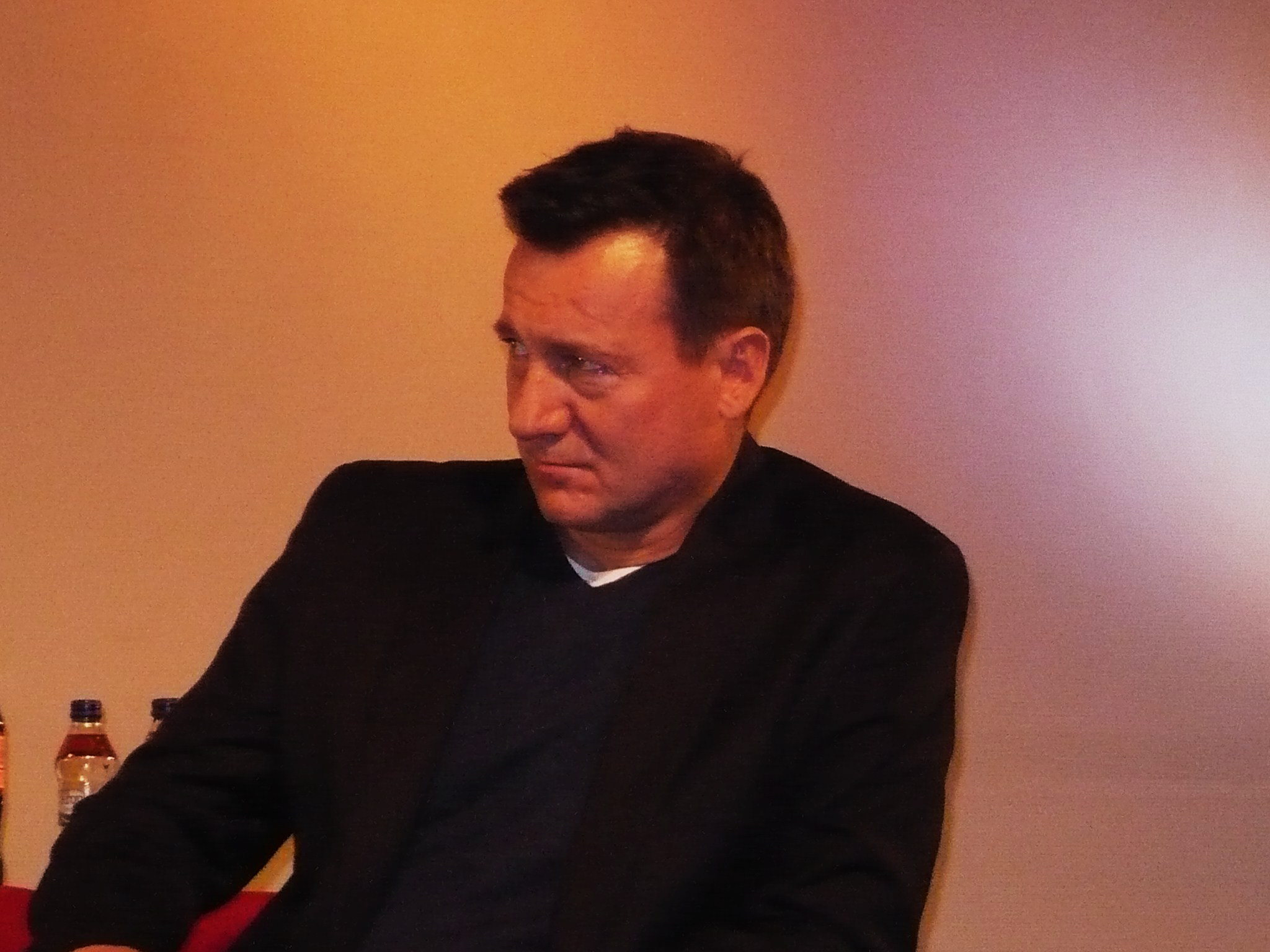
Robert Więckiewicz, odtwórca roli Leopolda Sochy (2013)

- Robert Więckiewicz – Leopold Socha
- Kinga Preis – Wanda Socha, żona Leopolda
- Agnieszka Grochowska – Klara Keller
- Maria Schrader (głos w polskiej wersji: Małgorzata Hajewska-Krzysztofik) – Paulina Chiger
- Herbert Knaup (głos w polskiej wersji: Leszek Piskorz) – Ignacy Chiger
- Marcin Bosak – Janek Grossmann
- Benno Fürmann – Mundek Margulies
- Krzysztof Skonieczny – Szczepek Wróblewski
- Julia Kijowska – Chaja
- Michał Żurawski – Bortnik, oficer ukraiński
- Piotr Głowacki – Icek Frenkiel
- Filip Garbacz – Chłopak
- Weronika Rosati – Kobieta z dzieckiem
- Joachim Paul Assböck – Nowak
- Milla Bankowicz – Krystyna Chiger
- Oliwer Stańczak – Paweł Chiger
- Alexandre Levit – Kovalev
- Frank-Michael Köbe – untersturmführer Gustav Wilhaus
- Ireneusz Czop – esesman w obozie pracy
- Andrzej Mastalerz – kanalarz Sawicki
- Piotr Nowak – żołnierz niemiecki

## Produkcja

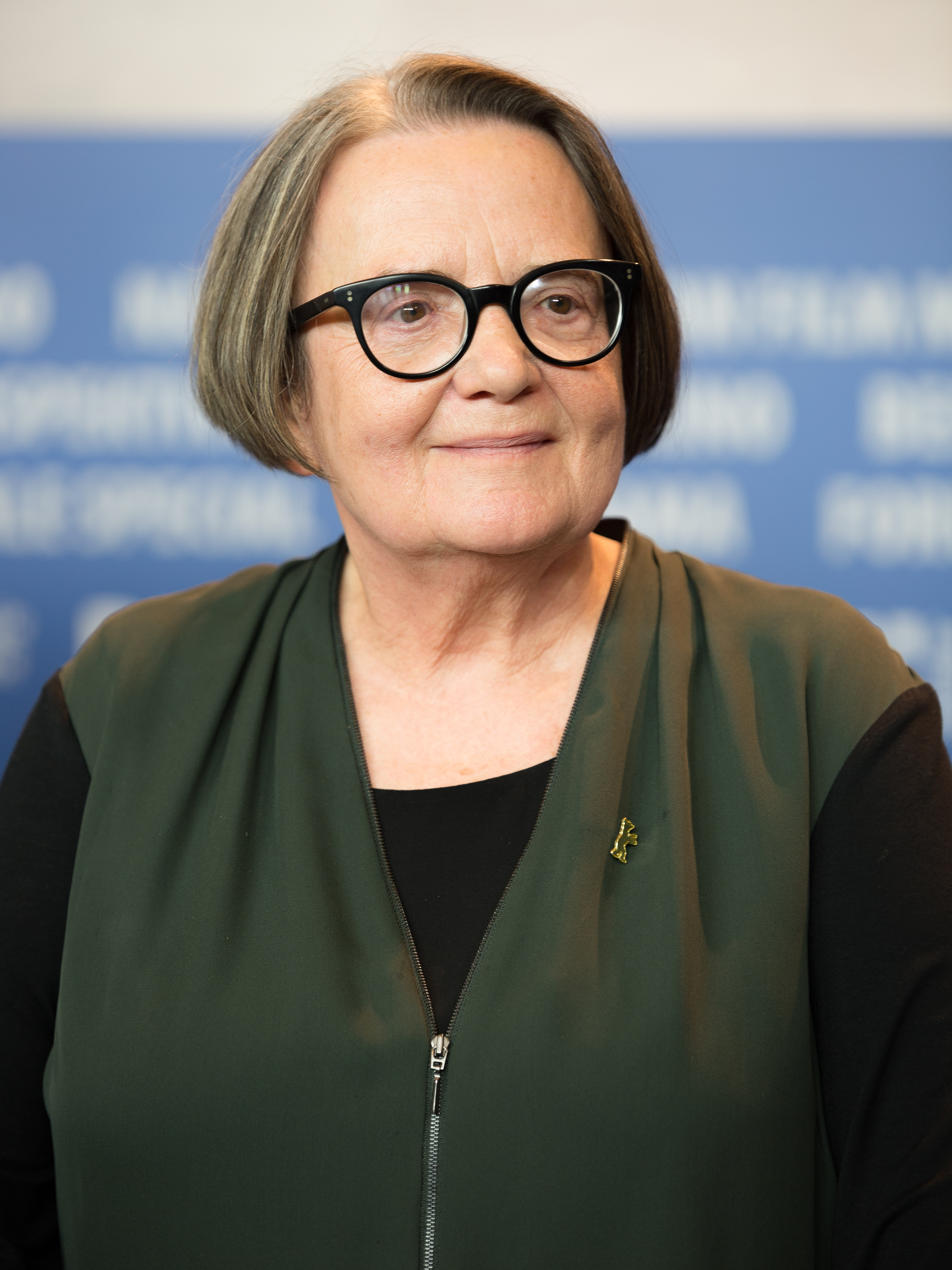
Agnieszka Holland, reżyserka filmu (2017)

Podstawą dla książki Roberta Marshalla W kanałach Lwowa, na podstawie której powstał W ciemności, był zbiór wspomnień lwowskiej Żydówki Krystyny Chiger, która uniknęła losu większości mieszkańców getta lwowskiego dzięki kryjówce w miejskich kanałach, ocalona wraz ze swoją rodziną przez Leopolda Sochę (Dziewczynka w zielonym sweterku, 2008, wydanie polskie 2011). Ekranizację książki Marshalla koproducenci z Polski, Niemiec i Kanady zaproponowali Agnieszce Holland, która była dla Chiger wymarzoną kandydatką na reżyserkę filmu opartego częściowo na jej wspomnieniach.
Holland zdecydowała się zerwać z poprawnościowym politycznie ujęciem Holocaustu, jakie prezentowały hollywoodzka Lista Schindlera (1993) Stevena Spielberga oraz również kręcony w koprodukcji Pianista (2002) Romana Polańskiego. Holland, optując za ukazaniem wielości żydowskich postaw w obliczu Zagłady, dążyła zarazem ku ukazaniu wielojęzyczności i wielonarodowego charakteru Lwowa: postacie w filmie rozmawiają w języku polskim, ukraińskim, jidysz, niemieckim, rosyjskim, a także w lwowskiej gwarze zwanej bałakiem. Ową decyzję Holland tłumaczyła następująco:
Angielski jest jednym z elementów, który mnie najbardziej drażni w filmach o Zagładzie, angielski wszystko teatralizuje. Za jego sprawą ekranowa rzeczywistość staje się sztuczna, a w momencie, gdy jest sztuczna, staje się też bardziej znośna. Trudniej wtedy o takie poczucie, że obcujemy z tamtą koszmarną sytuacją bez zbędnych filtrów, łączników i ułatwień.
Rolę Sochy Holland powierzyła doświadczonemu polskiemu aktorowi Robertowi Więckiewiczowi. Więckiewicz przyznawał, że jego bohater nie przechodzi widocznej wewnętrznej przemiany, ponieważ sam aktor nie mógł sobie takowej wyobrazić: „Nie wierzę w cudowne przemiany. Nie można odciąć się nagle od poprzedniego życia, to jest zawsze jakiś proces”. Wielu aktorów odgrywających swe role w filmie musiało nauczyć się języków, w których mówili na planie zdjęciowym. Jak sama Holland relacjonowała: „To była prawdziwa językowa Wieża Babel. [...]. Marcin Bosak i Julia Kijowska nauczyli się mówić w języku jidysz. Michał Żurawski po ukraińsku. Niemieccy aktorzy – Maria Schrader i Benno Fürmann – po polsku. A Robert Więckiewicz, Krzysztof Skonieczny i Kinga Preis doskonale opanowali gwarę lwowskiej ulicy”.
Za zdjęcia do W ciemności odpowiadała Jolanta Dylewska. Obejrzawszy dotychczasowe filmy o Zagładzie Żydów oraz zapoznawszy się z dokumentacją topografii Lwowa, Dylewska zrozumiała, że „w filmie najciemniejsze muszą być właśnie sceny schodzenia do kanałów. Chciałam, by wraz z bohaterami zeszli tam widzowie filmu i doświadczyli wszechogarniającej ciemności oraz uczucia całkowitej bezradności”. Żeby zobrazować, jakim szokiem było dla lwowskich Żydów zejście do podziemi miasta, Dylewska wzięła pod uwagę zapisane w pamiętniku Ignacego Chigera spostrzeżenie, że „w tym nikłym świetle, dodatkowo zmiękczonym przez wilgoć kanałów, twarze wyglądają jak postaci z obrazów XVII-wiecznych malarzy. Poszłam tym tropem i zobaczyłam ludzi w kanałach takimi, jakimi namalowałby ich Rembrandt, Caravaggio czy Georges de La Tour”.
Zdjęcia do filmu rozpoczęły się 25 stycznia 2010 roku i trwały do 1 kwietnia. Film był kręcony na Starym Mieście w Piotrkowie Trybunalskim, w Łodzi (Księży Młyn oraz ulice Włókiennicza i Nowomiejska), w Warszawie, Twierdzy Modlin, Berlinie oraz Lipsku. Dofinansowanie filmu wsparły Polski Instytut Sztuki Filmowej, Deutsche Filmförderfonds, Filmförderungsanstalt, Hessen Invest, Medienboard Berlin-Brandenburg oraz Mitteldeutsche Medienförderung.

### Muzyka
Muzykę do filmu W ciemności skomponował wieloletni współpracownik Holland, Antoni Łazarkiewicz. Swoją twórczość Łazarkiewicz opisywał następująco: „Choć jestem kompozytorem wszechstronnym, chętnie eksperymentującym z różnymi stylami narracji muzycznej w filmie, moje ostatnie projekty ewoluowały wokół tematu współczesnej historii i walki jednostki z terrorem wywołanym przez społeczeństwo i politykę. Lubię badać podświadomość i przedstawiać poprzez muzykę to, co ukryte jest głęboko w duszy bohatera”. Oprócz autorskiej muzyki Łazarkiewicza w filmie znalazły się również utwory Johanna Straussa oraz Johanna Sebastiana Bacha, wykonywane w momencie prześladowań Żydów na powierzchni Lwowa oraz likwidacji getta lwowskiego. Jak pisze Elias Berner, szczególnie wykorzystywane w filmie utwory Nad pięknym modrym Dunajem oraz Marsz Radetzky’ego zostały użyte ironicznie; obie partie były od 1939 roku regularnie wykonywane w Wiedeńskiej Filharmonii z inicjatywy samego Josepha Goebbelsa i odtąd współtworzyły tożsamość narodową Austriaków oraz Niemców (również po wojnie).

## Wydanie
Światowa premiera filmu miała miejsce 2 września 2011 roku podczas 38. Festiwalu Filmowego w Telluride. Następnie został zaprezentowany na 36. Międzynarodowym Festiwalu Filmowym w Toronto w dniu 11 września 2011 roku w sekcji „Special Presentations”. W dniu 20 września tego samego roku W ciemności otworzył Przegląd Filmu Polskiego w Parlamencie Europejskim w Brukseli. Polska premiera filmu nastąpiła 9 września 2011 w warszawskim kinie Kultura; wraz z dniem 5 stycznia 2012 roku spółka Kino Świat wprowadziła film do dystrybucji kinowej na terenie Polski. 10 maja 2012 roku Kino Świat rozpoczęło dystrybucję W ciemności na płytach DVD oraz Blu-ray. Do egzemplarzy płytowych dołączana była książka z informacjami o powstawaniu filmu i fotosami z planu.

## Odbiór
Według szacunków portalu Box Office Mojo W ciemności na całym świecie zarobił blisko 10 milionów dolarów z wyświetleń w kinach, przy czym po uwzględnieniu inflacji dochody wyniosły 16,7 miliona dolarów (szacunki The Numbers z 2020 roku). W Polsce łącznie film szacunkowo obejrzało w kinach około 1,1 miliona widzów.
Film został wyselekcjonowany jako oficjalny kandydat Polski do Oscara za najlepszy film nieanglojęzyczny podczas 84. ceremonii wręczenia Oscarów. W niedługim czasie film znalazł się na skróconej liście dziewięciu filmów, opublikowanej przez Amerykańską Akademię Filmową, które nadal mogły się ubiegać o nominację do Oscara. Wraz z dniem 24 stycznia 2012 roku jako dziewiąty w historii pełnometrażowy reprezentant Polski film uzyskał nominację do Oscara.

### Recepcja krytyczna w Polsce
W Polsce film W ciemności spotkał się przeważnie z pozytywnym odbiorem. Michał Walkiewicz z portalu Filmweb chwalił Holland za zniuansowany portret głównego bohatera filmu: „choć Holland prowadzi historię w zgodzie z wyznacznikami hollywoodzkiego kanonu, opiera się pokusie odlania Sochy w brązie. Jego przemiana z interesownego szabrownika [...] w narażającego własne życie altruistę odbywa się bez wielkich deklaracji i monumentalnych scen-symboli”. Jakub Majmurek z „Krytyki Politycznej” w podobnym tonie pisał o filmowym Sosze: „Zaskakuje przede wszystkim brak bohatera reprezentującego hegemoniczną, inteligencką, postszlachecką, heroiczno-insurekcyjną polskość”. Majmurek podkreślał klasową sytuację Sochy, twierdząc że w filmie Holland brakuje „szlachetnego żołnierza AK, pięknego młodzieńca z granatami i prozą Conrada (czy poezją Słowackiego) w chlebaku [...]. Leopold Socha jest plebejuszem mówiącym ciężko zrozumiałą dla współczesnych widzów gwarą lwowską, byłym więźniem i drobnym złodziejaszkiem”. Tadeusz Sobolewski w felietonie dla „Kina” odczytywał film Holland jako przejaw „chrześcijaństwa bezwyznaniowego”, jednocześnie podkreślając odmienność utworu od innych filmów o Zagładzie: „Filmy o ratowaniu Żydów często zawierają ułatwienie: pomoc, poświęcenie, dobro są w nich czymś tak naturalnym i oczywistym, ze widzowi wydaje się, że sam z pewnością stanąłby po dobrej stronie. Niezwykłość filmu Holland, jego czystość, polega na tym, że na chłodno bada fenomen dobra. Przemawia ono w końcu jakby samo, odarte z towarzyszącej mu często w kinie sentymentalno-sadystycznej aury, przywrócone realności”.
Także w kręgach katolickich W ciemności spotkał się z uznaniem, choć z innych powodów. Zdaniem księdza Andrzeja Lutra „oryginalność Holland polega na pokazaniu nam innej twarzy Holocaustu, bez martyrologii i politycznej poprawności, co było widoczne w Liście Schindlera Spielberga”. Edward Kabiesz z „Gościa Niedzielnego” pisał, iż „Socha, podobnie jak jego żona, jest głęboko wierzącym katolikiem, który ma za sobą niezbyt krystaliczną przeszłość”, a Żydzi reprezentują szereg różnych postaw wobec okupacji: „Są wśród nich także ludzie słabi, niektórzy w nadziei ocalenia porzucają swoje rodziny, innych opętała nienawiść do całego świata, a nawet do tych, którzy niosą im pomoc”. Jedynie prawicowy publicysta Piotr Zychowicz, piszący ówcześnie dla „Rzeczpospolitej”, miał pretensje do Holland o to, że w jej filmie „Polacy to po prostu masa prymitywnych ludzi o grubej fizjonomii, starających się jakoś przetrwać okupację”, a także o pominięcie rzekomej prawdziwej przyczyny zagłady wielokulturowego Lwowa w postaci wtargnięcia wojsk Armii Czerwonej.
Niezależnie od opcji politycznej chwalono W ciemności za stronę inscenizacyjną. Ksiądz Luter pisał, iż Holland „wraz ze znakomitą operatorką Jolantą Dylewską wykreowała świat ciemny, ten podziemny i naziemny; obydwa były tak samo okrutne i bezlitosne”. Walkiewicz zachwycał się fakturą zdjęć: „Wizualną tożsamość filmu wyznaczają efektowne kontrasty: klaustrofobiczne kanały i zadymione ulice, rozproszone światło i mrok gęsty jak smoła, dramatyczne zbliżenie na zastygłą w otępieniu twarz Julii Kijowskiej i dynamicznie zmontowana scena tortur na nagich Żydówkach w leśnych ostępach”. Majmurek również cenił sobie Holland za to, że pod względem warstwy wizualnej reżyserka „konsekwentnie przyjmuje tu realistyczny, naturalistyczny klucz”.
Bardziej sceptyczny głos w sprawie W ciemności zabrał socjolog Tomasz Żukowski, który zarzucił Holland – mimo wszystko – wybielanie wizerunku Polaków w kontekście polskiego antysemityzmu okresu wojennego: „Widzimy Polaków, którzy zabierają z pustego getta zakrwawione ubrania, i sklepikarkę, która podnosi ceny, kiedy zaczyna podejrzewać, że klient przechowuje Żydów. To dużo, jak na Polskę bardzo dużo, ale [...] rola prawdziwego demona przypada Ukraińcowi. [...] «Wojna polsko-polska o Żydów»? Nie u Holland”. Podobny zarzut stawiał Jakub Socha na łamach „Dwutygodnika”, przekonując iż przemiana protagonisty jest dla polskiego widza przewidywalna, a film rzekomo unieważnia wszelką dyskusję wokół zbrodni w Jedwabnem: „Oto po batalii wokół Grossa, po opisywanych przez niego w Złotych żniwach wiejskich poszukiwaczach złota, pojawia się poszukiwacz, który okazuje się wybawcą. Może nie świętym, ale jednak…” Piotr Czerkawski wytykał reżyserce z kolei tworzenie „negatywnego obrazu Ukraińców”, których personifikacją staje się otwarcie faszyzujący zwolennik hitlerowców Bortnik. Holland odżegnywała się jednak od stereotypizacji Ukraińców, twierdząc że chodziło jej o „pokazanie skomplikowanej sytuacji narodowościowej w konkretnym miejscu i czasie”.

### Recepcja krytyczna poza Polską
W Stanach Zjednoczonych W ciemności przyjęto podobnie jak w Polsce. Lisa Schwarzbaum z magazynu „Entertainment Weekly” pisała pod wrażeniem filmu, że reżyserka „wymaga od widzów wejścia w pustkę oraz zmierzenia się z Sochą i jego Żydami jako prawdziwymi, pełnymi wad ludźmi, zachowującymi się irracjonalnie w dusznych warunkach”. Piszący dla „Philadelphia Inquirera” Steven Rea stwierdzał, że wydarzenia przedstawiane w filmie nasuwają widzowi pytania „o nas samych, o naszą egzystencję, o naturę człowieka i o naturę Boga – lub czy w ogóle istnieje Bóg. W ciemności zadaje te pytania. Odpowiedzi są niepokojące, inspirujące, przerażające, prawdziwe”. Timothy Snyder w recenzji dla „The New Yorkera” ocenił W ciemności jako „niezwykłe dzieło sztuki, które przybliża nas do rzeczywistości Holokaustu bardziej, niż pozwala nam na to wygoda”. Snyder podkreślał przy tym budowanie emocjonalnej więzi między widzem a Żydami: „ich szczególna zbiorowa gehenna jest tak realistycznie przedstawiona, ale [...] również oni sami są tak realistycznie przedstawieni: pełni wad, jak my”.
Z drugiej strony, pojawiały się również recenzje mniej entuzjastyczne wobec filmu. A.O. Scott z „The New York Timesa” twierdził, że film Holland wpisuje się wręcz w osobny gatunek filmów o Holokauście: „Jest pełen napięcia, przerażający i czasami silnie poruszający. Ale łatwość, z jaką wywołuje te reakcje wśród publiczności, jest bardziej przyziemna niż wnikliwa”. Roger Ebert z kolei argumentował, że „Lista Schindlera powiedziała wszystko, co ten film ma do powiedzenia, i to o wiele więcej. Była lepiej wyreżyserowana, lepiej napisana, lepiej zagrana, a co za tym idzie, bardziej interesująca”. Polemizując z głosem Eberta, Michael Atkinson z „The Village Voice” zauważał, że W ciemności, odwrotnie niż w ubóstwiającej aryjskiego przemysłowca Liście Schindlera, skupia się bardziej na drastyczności walki Żydów o przetrwanie. Jednak zarazem Atkinson wyrażał zmęczenie już wcześniej wyeksploatowaną tematyką Holokaustu i w takim też duchu odczytywał film Holland – jako powielenie istniejącej formuły.
We Francji przeważały głosy pozytywne. Pierre Vavasseur z pisma „Le Parisien” opisywał swoje uczucia z seansu następująco: „Wychodzisz zeń znokautowany, ale z uczuciem, że widziałeś – a to nie zdarza się co dzień – niezapomniane dzieło”. Thomas Sotinel w recenzji dla „Le Monde” z uznaniem twierdził, że: „W przeciwieństwie do filmu Spielberga, polska reżyserka nie zamierza pouczać młodego pokolenia, ale raczej stawia pytania swoim rówieśnikom – a przede wszystkim rodakom – o ich własną pamięć”. Christophe Carrière z pisma „L’Express” dowodził, że reżyserka „bierze temat na swe barki, nie tonąc w patosie, oddaje głos każdej ze swoich postaci, nie popadając w kliszę i filmuje stres oraz strach z wielkim wdziękiem. To zdecydowanie jej najlepszy film”.

### Nagrody
| Rok  | Festiwal/organizator                                                  | Nagroda                                                     | Odbiorca                                       |
| ---- | --------------------------------------------------------------------- | ----------------------------------------------------------- | ---------------------------------------------- |
| 2011 | Międzynarodowy Festiwal Filmowy w Valladolid                          | Nagroda za reżyserię                                        | Agnieszka Holland                              |
| 2011 | Międzynarodowy Festiwal Filmowy w Mar del Plata                       | Nagroda Publiczności                                        | W ciemności                                    |
| 2011 | Festiwal Filmu Polskiego w Ameryce                                    | Złote Zęby dla najbardziej interesującego filmu fabularnego | W ciemności                                    |
| 2011 | Festiwal Filmu Polskiego w Ameryce                                    | Nagroda Geniusza za objawienie aktorskie                    | Robert Więckiewicz                             |
| 2011 | Międzynarodowy Festiwal Filmowy w Saint Louis                         | Nagroda Publiczności                                        | W ciemności                                    |
| 2011 | Camerimage                                                            | Złota Żaba w konkursie głównym                              | Jolanta Dylewska                               |
| 2012 | Polska Akademia Filmowa                                               | Orzeł za najlepsze zdjęcia                                  | Jolanta Dylewska                               |
| 2012 | Polska Akademia Filmowa                                               | Orzeł za najlepszą główną rolę męską                        | Robert Więckiewicz                             |
| 2012 | Polska Akademia Filmowa                                               | Orzeł za najlepszą drugoplanową rolę kobiecą                | Kinga Preis                                    |
| 2012 | Festiwal Polskich Filmów Fabularnych                                  | Złote Lwy                                                   | W ciemności                                    |
| 2012 | Festiwal Polskich Filmów Fabularnych                                  | Nagroda za reżyserię                                        | Agnieszka Holland                              |
| 2012 | Festiwal Polskich Filmów Fabularnych                                  | Nagroda za zdjęcia                                          | Jolanta Dylewska                               |
| 2012 | Festiwal Polskich Filmów Fabularnych                                  | Nagroda za scenografię                                      | Erwin Prib Katarzyna Sobańska Marcel Sławiński |
| 2012 | Festiwal Polskich Filmów Fabularnych                                  | Nagroda za kostiumy                                         | Katarzyna Lewińska Jagna Janicka               |
| 2012 | Festiwal Polskich Filmów Fabularnych                                  | Nagroda za montaż                                           | Michał Czarnecki                               |
| 2012 | Festiwal Polskich Filmów Fabularnych                                  | Nagroda za charakteryzację                                  | Janusz Kaleja                                  |
| 2012 | Festiwal Polskich Filmów Fabularnych                                  | Nagroda za rolę kobiecą                                     | Agnieszka Grochowska                           |
| 2012 | Festiwal Polskich Filmów Fabularnych                                  | Nagroda za rolę męską                                       | Robert Więckiewicz                             |
| 2012 | Międzynarodowy Festiwal Operatorów Filmowych w Bitoli                 | Golden Camera 300                                           | Jolanta Dylewska                               |
| 2012 | Batumi International Art House Film Festival                          | Grand Prix                                                  | W ciemności                                    |
| 2012 | Międzynarodowy Festiwal Filmów Historycznych i Wojskowych w Warszawie | Złota Szabla                                                | W ciemności                                    |
| 2012 | „Film”                                                                | Złota Kaczka za najlepsze zdjęcia                           | Jolanta Dylewska                               |
| 2013 | Medias Central European Film Festival w Bukareszcie                   | Nagroda za zdjęcia                                          | Jolanta Dylewska                               |